# Provincia di Costa Rica
La provincia di Costa Rica, anche chiamata governatorato di Costa Rica, è stata un'entità amministrativa e territoriale dell'Impero spagnolo, creata nel 1573 a partire dalle terre più meridionali del Regno del Guatemala, che faceva parte del Vicereame della Nuova Spagna.
La prima menzione della provincia di Costa Rica avviene nel 1539, quando fu creata dalla Real Audiencia di Panama, che nominò Hernán Sánchez de Badajoz come governatore e adelantado di Costa Rica. La provincia e le nomine furono disautorate dalla Corona spagnola, che nel 1540 creò la provincia di Nuova Cartago e Costa Rica, nominando Diego Gutiérrez y Toledo come governatore (questa provincia esistette fino al 1573).
Nel 1812, con la costituzione spagnola di quell'anno, nel tentativo di evitare l'indipendenza delle sue colonie in America, su proposta dei deputati di Nicaragua e Costa Rica nelle Cortes di Cadice, con una legge del 23 maggio 1812, furono separati dal Regno del Guatemala i territori dell'Intendenza di León e della Provincia di Costa Rica (che era governata militarmente e dipendeva dalla Capitaneria Generale del Guatemala, con gli stessi poteri di un'Intendenza ma con un rango inferiore, in quanto sul piano finanziario dipendeva dall'Intendenza di León) e riuniti in una nuova circoscrizione, la provincia di Nicaragua e Costa Rica, che esistette tra il 1812 e il 1814, per poi essere ripristinata tra il 1820 e il 1821.
Dopo le guerre d'indipendenza ispanoamericane e la sua dichiarazione di indipendenza, la provincia di Costa Rica fece parte del Primo Impero messicano (per un breve periodo) e successivamente delle Province Unite dell'America Centrale